# مناحيم مندل شنيرسون
مناحيم مندل شنيرسون (5 أبريل 1902 - 12 يونيو 1994)، والمعروف لدى أتباع حركة حباد-لوبافيتش باسم لوبافيتش ريبي أو ببساطة الريبي، كان حاخامًا يهوديًا روسيًا أمريكيًا. والحاخام الحديث الأكثر شهرة لسلالة لوبافيتش الحسيدية. ويعتبر واحدًا من أكثر القادة اليهود تأثيرًا في القرن العشرين.
وباعتباره زعيمًا لحركة حباد لوبافيتش، فقد تولى قيادة جماعة حسيدية منعزلة كادت أن تنتهي مع الهولوكوست وحولها إلى واحدة من أكثر الحركات نفوذاً في اليهودية المتدينة، مع شبكة دولية تضم أكثر من 5000 مركز تعليمي واجتماعي. تشمل المؤسسات التي أنشأها رياض الأطفال والمدارس ومراكز إعادة تأهيل المخدرات ودور رعاية المعوقين والمعابد اليهودية.
نُشرت تعاليم شنيرسون في أكثر من 400 مجلد، وهو معروف بمساهماته في الاستمرارية اليهودية والفكر الديني، بالإضافة إلى مساهماته الواسعة النطاق في دراسات التوراة التقليدية. يُعرف بأنه رائد التواصل اليهودي. خلال حياته، كان العديد من أتباعه يعتقدون أنه المسيح. بينما لم ينكر ذلك على أتباعه، ويعتقد البعض أنه من روج لذلك، مما أكسبه بشكل خاص عداوة الحاخام إليعازر شاخ.
في عام 1978، طلب الكونجرس الأمريكي من الرئيس جيمي كارتر تحديد يوم ميلاد شنيرسون باعتباره اليوم الوطني للتعليم في الولايات المتحدة. ومنذ ذلك الحين يحتفل به باعتباره يوم التعليم والمشاركة. وفي عام 1994، حصل شنيرسون بعد وفاته على الميدالية الذهبية للكونجرس "لمساهماته المتميزة والدائمة في تحسين التعليم العالمي والأخلاق والأعمال الخيرية". يجذب مكان استراحة شنيرسون اليهود وغير اليهود للصلاة.

## نقده
كان إليعازر شاخ من معهد بونيفيز الديني في بني براك ينتقد شنايرسون علنًا، واتهمه بإنشاء طائفة من المسيحيين السريين حول نفسه. اعترض على اعتباره البعض بأنه المسيح، وفي نهاية المطاف دعا إلى مقاطعة حباد ومؤسساتها. على الرغم من أن شنايرسون لم يرد علنًا على هجمات شاخ، إلا أنه وبخ أولئك الذين استخفوا باليهود وأحدثوا الانقسام بينهم في استجابة واضحة لشاخ، موضحًا أن "كل يهودي، بغض النظر عن الاختلافات، هو جزء من الشعب اليهودي الموحد".

## تأليه
اعتبره معظم أتباعه المشيح بعد وفاته عام 1994 ولكن قامت مجموعة واحدة بتأليههويقول حاخام ديفيد بيرغر بأنهم يعتبرونه خالق الكون